# Epagny Metz-Tessy

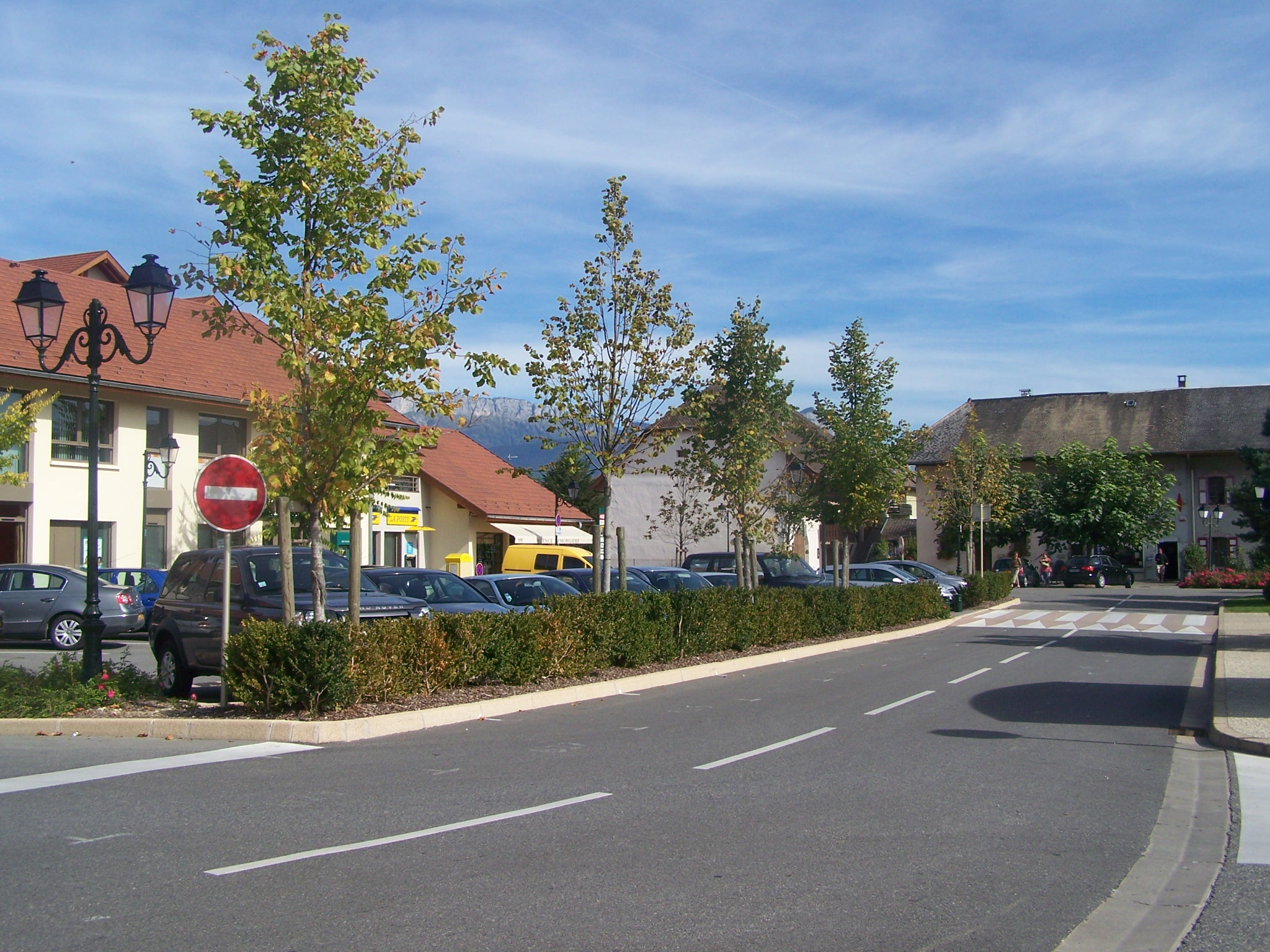
Gemeinde Épagny

Epagny Metz-Tessy ist eine französische Gemeinde im Département Haute-Savoie in der Region Auvergne-Rhône-Alpes. Sie gehört zum Kanton Annecy-3 im Arrondissement Annecy. Sie entstand als Commune nouvelle mit Wirkung vom 1. Januar 2016 durch die Fusion der bisherigen Gemeinden Épagny und Metz-Tessy. Épagny ist der Hauptort (Chef-lieu).

## Gliederung
| Ortsteil                   | ehemaliger INSEE-Code | Fläche (km²) | Einwohnerzahl (2013) |
| -------------------------- | --------------------- | ------------ | -------------------- |
| Épagny (Verwaltungssitz)00 | 74112                 | 6,77         | 4118                 |
| Metz-Tessy                 | 74181                 | 5,29         | 3051                 |

## Geographie
Die Gemeinde Epagny Metz-Tessy liegt sieben Kilometer nordwestlich der Innenstadt von Annecy. Im Südosten bildet der Fluss Fier die Gemeindegrenze. Nachbargemeinden sind Pringy im Norden und Nordosten, Annecy-le-Vieux im Südosten, Poisy im Südwesten, Sillingy im Westen sowie La Balme-de-Sillingy im Nordwesten. Durch das Gemeindegebiet von Epagny Metz-Tessy führt die Autoroute A41 (Genf-Grenoble).